# John White
John White (ur. 10 czerwca 1981 w Toronto) – kanadyjski aktor filmowy i telewizyjny.

## Filmografia
- 1984: Napoleon and Love jako Constant
- 1989: The Bounty Hunter jako Barnes
- 1994–1998: Magiczny Autobus (The Magic School Bus) jako (głosy)
- 1994: The Mighty Jungle jako Steve (gościnnie)
- 1995-1998: Gęsia skórka (Goosebumps) jako Michael Webster (gościnnie)
- 1995: Johnny & Clyde jako Johnny
- 1995: Śmiertelny Poker (Tails You Live, Heads You're Dead) jako Kevin Quint
- 1996: Opowieść o Smoczej Twarzy (The Legend of Gator Face) jako Danny
- 1998–2001: Real Kids, Real Adventures jako Kai (gościnnie)
- 1998: Magik (The Fixer) jako Johnny Killoran
- 1999-2002: Undressed jako Luke (2002: Sezon 6)
- 2001: Bezpieczny port (Haven) jako Ben Billingsley
- 2001: Po żniwach (After the Harvest) jako Charlie Gare
- 2003: Friday Night jako Eric
- 2003: Uwierz w miłość (How to Deal) jako Michael Sherwood
- 2003: Tarzan na Manhattanie (Tarzan) jako Justin Rhinehart (gościnnie)
- 2004: Prom Queen: The Marc Hall Story jako Otis
- 2004: Nastolatki (She's Too Young) jako Brad
- 2005: Król rzeki (The River King)
- 2006: American Pie: Naga mila (American Pie 5: The Naked Mile) jako Erik Stifler
- 2007: American Pie: Bractwo Beta (American Pie 6 Presents: Beta House) jako Erik Stifler